# بيت الزيحى (قفل شمر)

تعديل مصدري - تعديل

بيت الزيحى هي إحدى قرى عزلة بني جل بمديرية قفل شمر التابعة لمحافظة حجة، بلغ تعداد سكانها 672 نسمة حسب تعداد اليمن لعام 2004.